# Бабак Микола Пантелеймонович
Бабак Микола Пантелеймонович (нар. 10 червня 1954, с. Воронинці, Чорнобаївський район, Черкаська область) — український художник, письменник, колекціонер, видавець, лауреат Національної премії України ім. Т. Г. Шевченка (2010). Народний художник України. Представник  Нової хвилі.

## Біографія
Народився у с. Воронинці Чорнобаївського р-ну на Черкащині. У 1971 році закінчив Мельниківську середню школу. З 1972 по 1974 — служба у лавах Радянської армії. Після демобілізації працював художником-оформлювачем на Черкаському об'єднанні «Азот», потім — на Черкаському комбінаті художньої реклами. З 1979 по 1985 організував групу художників-випускників Ленінградського вищого художньо-промислового інституту ім. В. І. Мухіної, що працювала над монументальними проєктами (розписи, мозаїки, вітражі) у Красноярську, Кемерово, Бєлово, Новокузнецьку, Якутську, Магадані, Усть-Нері. У 1986 повертається в Україну і розпочинає творчу діяльність.
Член НСХУ (1990). Роботи знаходяться в Національному художньому музеї України, Дирекції художніх виставок Міністерства культури і туризму України, Дирекції художніх виставок НСХУ та приватних зібраннях багатьох країн світу.
Живе і працює у м.Черкаси. З 2014 року працює у співавторстві з Євгеном Матвєєвим в арттандемі БМ Бабак-Матвєєв. У 2017 році Микола Бабак організував і очолив однойменний Благодійний фонд для впровадження більш ефективної діяльності щодо збереження української культурної спадщини та підтримки сучасного мистецтва. 

## Державні нагороди
- Велика Срібна медаль Національної Академії мистецтв України (27 червня 2024) — за створення Колекції сучасного мистецтва для Черкаського обласного художнього музею і багаторічну творчу та дослідницьку діяльність в галузі збереження, презентації і промоції культурної спадщини України.
- Народний художник України (23 січня 2016) — за значний особистий внесок у державне будівництво, соціально-економічний, науково-технічний, культурно-освітній розвиток Української держави, справу консолідації українського суспільства, багаторічну сумлінну працю[2]
- Заслужений художник України (21 серпня 2004) — за вагомий особистий внесок у соціально-економічний, науковий та духовний розвиток України, зразкове виконання службового і військового обов'язку, багаторічну сумлінну працю та з нагоди 13-ї річниці незалежності України[3]
- Національна премія України імені Тараса Шевченка 2010 року — за монографію «Народна ікона Середньої Наддніпрянщини XVIII—XX ст. в контексті селянського культурного простору» (у складі колективу)[4]

## Художня діяльність

"Діти твої, Україно", Національний проєкт Миколи Бабака на 51-ій Венеційській бієнале (2005)

М. Бабак працює у напрямах гіперреалізму, неоекспресіонізму, трансавангарду, створює графічні і живописні роботи, асамбляжі, фотоінсталяції (Галерея робіт Миколи Бабака). Дотримується концептуальних та стильових принципів поставангарду. Відомий участю у 51-ій Венеціанській бієнале сучасного мистецтва з національним проєктом «Діти твої, Україно» (2005). З 2014 р. Микола Бабак і Євген Матвєєв розпочинають спільну творчу діяльність в арттандемі Бабак-Матвєєв [Архівовано 28 квітня 2022 у Wayback Machine.].

### Основні роботи
«День ненароджених птахів» (1988 р.), «Де ви тепер, кати мого народу?» (1989 р.), «Ранкова сублімація» (1996 р.), проєкт «Діти твої, Україно» (2005 р.), проєкт  «Жертвопринесення» (у співавторстві з Євгеном Матвєєвим) (2014 р.) ; монографія «Народна ікона середньої Наддніпрянщини XVIII-XX ст.» (2009 р.).

### Персональні виставки
- 2024 — «Наїв вільний» (виставка народної ікони, народної картини, сільської фотографії з колекції Миколи Бабака), Український Дім, Київ
- 2024 — «Микола Бабак. Художник, колекціонер», Черкаський художній музей, Музей «Кобзаря» Т.Шевченка
- 2018 — «Fantasy and Fury: an Artistic Journey from Kyiv to New York» (у складі арттандему БМ Бабак-Матвєєв), Alexandre Gertsman Contemporary Art Gallery, Нью-Йорк
- 2016 — «Григорій Шевченко. Типи і види України, фотографії і листівки кін. XIX - поч. XX ст.» (з приватної колекції М.Бабака), Музей Тараса Шевченка, Канів
- 2015 — «Народна ікона Середньої Наддніпрянщини (18 — поч. 20 ст.)» (з приватної колекції М.Бабака), Черкаський художній музей
- 2006 — «Діти твої, Україно», пересувна виставка по художнім музеям України;
«Небесна хроніка», Національний художній музей, Київ
- 2005 — «Діти твої, Україно», Український проєкт на 51-ій Венеціанській бієнале сучасного мистецтва, Венеція
- 2005 — «Діти твої, Україно», МСМ «Совіарт», Київ[7]
- 2004 — «Небесна хроніка», Черкаський художній музей; 
«500 шедеврів Українського народного іконопису Центрального Подніпров'я 18 — поч. 20 ст.» (з приватної колекції М. Бабака), Черкаський художній музей
- 1999 — «Telluris», Національний художній музей, Київ
- 1997 — Персональна виставка, Черкаський художній музей

### Групові виставки
- 2022 — Проєкт «13 COVID Rooms», віртуальна виставка, Alexandre Gertsman Contemporary Art Gallery, Нью-Йорк
- 2021 — Проєкт «13 кімнат COVID» (у складі арттандему БМ Бабак-Матвєєв), Музей сучасного мистецтва Корсаків, Луцьк[8]
- 2021 — «Антракт», 17-а Міжнародна виставка сучасного мистецтва (у складі арттандему БМ Бабак-Матвєєв), Черкаський художній музей
- 2020 — «Діалоги», 10-а Міжнародна виставка сучасного мистецтва (у складі арттандему БМ Бабак-Матвєєв), Черкаський художній музей
- 2020 — «Мистецтво в часи пошесті», віртуальна виставка [9]
- 2018 — «Revelations», Alexandre Gertsman Contemporary Art Gallery, Нью-Йорк
- 2017 — «The Multidimensional Context of Art Beyond Post-Soviet Borders» (у складі арттандему БМ Бабак-Матвєєв), Alexandre Gertsman Contemporary Art Gallery, Нью-Йорк
- 2017 — «Третя річниця Майдану» (у складі арттандему БМ Бабак-Матвєєв),Черкаський художній музей
- 2017 — «Культурний код України в художньому просторі пейзажу», Національний музей Тараса Шевченка, Київ
- 2013 — «Феномен традиційної селянської ляльки», НЦНК Музей Івана Гончара, Київ
- 2013 — IV FINE ART UKRAINE 2013,Мистецький Арсенал, Київ
- 2012 — «Комунікація XXI». Паралельна програма Першої Київської міжнародної бієнале сучасного мистецтва, Галерея НСХУ, Київ[10]
- 2011 — «Виставка художників-лауреатів Національної премії України ім. Т. Шевченка», Черкаський художній музей
- 2009 — «Народна ікона Середньої Наддніпрянщини 18-20 ст. із приватної колекції М.Бабака» у межах Великого антикварного салону, Український дім, Київ
- 2006 — «15-ій річниці Незалежності України присвячується», Український Дім, Київ
- 2005 — Всеукраїнська виставка «Нові спрямування», диплом та перша премія за проєкт «Діти твої, Україно», Галерея НСХУ, Київ
- 2004 — «Українська сільська фотографія (із приватної колекції М. Бабака)» у межах п'ятої міжнародної фотобієнале, Музей сучасного мистецтва,Москва[11]
- 2003 — «Перша колекція — українське мистецтво», Центральний будинок художників,Київ

«Українська ретроспектива» (у межах першої Київської міжнародної фотобієнале), Галерея Фонду сприяння і розвитку мистецтва, Київ
- 2002 — «Український світ живопису» (із зібрання Національної спілки художників України), Пекін
- 2000 — Всеукраїнська виставка «Нові спрямування», диплом та перша премія за серію «Колекція аксіоматичного», Галерея НСХУ, Київ
- 1998 — «Ноїв ковчег» (живопис України другої половини XX століття), Київ

Всеукраїнська трієнале «Живопис — 98», Галерея НСХУ, Київ
- 1994 — Перший художній ярмарок, Український дім, Київ
- 1993 — Пересувна виставка «Люди з людьми», Польща
- 1989 — Друга Республіканська молодіжна виставка, Галерея НСХУ, Київ

«Седнів — 89», Національний художній музей, Київ
- 1987 — Перша Республіканська виставка «Молодість України», Галерея НСХУ,Київ

Республіканська виставка «50 років Спілці художників України», Галерея НСХУ, Київ
- 1986 — Республіканська виставка ілюстрації і мистецтва книги, Галерея НСХУ, Київ

## Громадська діяльність
У 2017 р. Микола Бабак ініціює створення Благодійної організації "Фонд Миколи Бабака", місією якого є збереження, презентація і промоція культурної спадщини і сучасного мистецтва України. 

## Літературна діяльність
У 1992 році М. Бабак видає антологію поетів Черкащини «Толока», де публікує цикл своїх поезій, а згодом організовує літературну групу «Гідрокартізон» і видає збірки літгрупи «Боже, ми вільні» та «Доба туманів». У 1995 був членом редколегії Черкаської газети «Місто», в якій були надруковані його культурологічні й мистецтвознавчі матеріали. У 1998 р. пише роман «Вільхова кров», за який отримує диплом «Найвизначніші люди і події Черкащини 1998 року» в номінації «Книга року». У 2001 році виходить другий роман М.Бабака «Едемські біси».

## Колекціонування
М. Бабак має колекції народної ікони, народної картини, сільської фотографії та вжиткових речей Середньої Наддніпрянщини, які починає збирати з 1990 року. У 2000 році видано альбом «Ікони Шевченкового краю», в якому вперше представлена частина ікон з його колекції. У 2001 році М.Бабак презентував українську народну ікону Середньої Наддніпрянщини, наївний живопис, фотографії, рушники з власної колекції в НЦНК «Музей Івана Гончара». У лютому 2004 року в Черкаському обласному художньому музеї відбулася виставка «500 шедеврів Українського народного іконопису Центрального Подніпров'я 18-20 ст.» з приватної колекції М. Бабака.
Протягом двадцяти років художник збирав колекцію народної ікони. За визначенням фахівців це найвагоміша колекція української народної ікони Середньої Наддніпрянщини. Унікальність зібрання в тому, що воно представляє іконопис Шевченкового краю, де формувалися підвалини української нації, її мови і культури. Митець власним коштом не лише зібрав унікальні ікони, а й проводив реставраційні роботи. Колекція була ґрунтовно досліджена в монографії«Народна ікона Середньої Наддніпрянщини 18−20 ст. в контексті селянського культурного простору», одним із авторів якої був М.Бабак, за що весною 2010 року отримав Національну премію України імені Тараса Шевченка. У 2016 році в Черкаському обласному художньому музеї відбулося відкриття постійно діючої експозиції «Народна ікона Середньої Наддніпрянщини XVIII-XX століть», що стало дарунком музею від Миколи Бабака.
Із 2000 року М.Бабак збирає сільську фотографію Середньої Наддніпрянщини кінця 19-20 ст., і ця колекція нараховує більше 5000 одиниць. Термін «сільська фотографія» позначає як сюжетний бік світлин, так і їхнє просторове походження, а також належність їхніх авторів-фотографів до сільської спільноти. Сільську фотографію справедливо можна вважати феноменом української традиційної культури, адже вона позначена жанровим розмаїттям (студійне та вуличне фото, портрети, групові знімки, пейзажі, репродукції, знімки архітектури, тварин, предметів, інтер'єрів тощо), багатством відтворюваних сюжетів, авторськими технологіями виготовлення та формальними художніми ознаками (використання різноманітних способів декорування і коригування).

## Видавництво
У 90-х рр. М. Бабак стає одним із засновників видавництва «Родовід» і однойменного журналу, видає антологію поетів Черкащини «Толока», де публікує цикл своїх поезій, організовує літературну групу «Гідрокартізон», видає збірки літгрупи «Боже ми вільні» та «Доба туманів», друкує власні романи «Вільхова кров» та «Едемські біси».

У 2009 році за його ініціативи разом із Інститутом мистецтвознавства, фольклору і етнології НАН України була створена монографія «Народна ікона Середньої Наддніпрянщини 18-20 ст. в контексті селянського культурного простору», яка отримала низку найпрестижніших нагород. Вона стала найкращою книгою 16 Форуму видавців у Львові. На конкурсі «Мистецтво книги» вона отримала диплом імені Івана Федорова. Журі XI Всеукраїнського рейтингу «Книжка року 2009» визнало монографію найкращою і присудило їй перше місце у номінації «Візитівка», а також Гран-прі як головному переможцю. У 2010 році видання та її автори, М. Бабак та О. Найден, стали лауреатами Національної премії України імені Тараса Шевченка.
У 2014 році за ініціативи М.Бабака та участі Інституту мистецтвознавства, фольклору і етнології НАН України створено монографію «Сільська фотографія Середньої Наддніпрянщини кінця 19-20 ст.». Вона є першим мистецтвознавчим, філософським, культурологічним та історико-етнографічним дослідженням культури селян Середньої Наддніпрянщини на матеріалі понад 5000 фотографій. Сільські фотографи документально зафіксували різні аспекти селянського побуту, народні традиції, матеріальну й духовну культуру в умовах політичних трансформацій і наступу міської та обивательсько-міщанської культури. Журі XVI Всеукраїнського рейтингу «Книжка року 2014» визнало монографію найкращою і присудило їй перше місце у номінації «Візитівка».

## Галерея

Дві душі. Полотно, олія, 1989 р.
Епітафія стерновищу. Полотно, олія, 1998 р.

## Публікації у ЗМІ
- Ікона та фотографія: лики й обличчя. Олег Слєпинін // «Дзеркало тижня» № 50, 11 грудня 2004[недоступне посилання з червня 2019]
- Бабак і Далі: великі з народними! ВІККА-НОВИНИ
- У кожній хаті — своя душа. Олена РЯБЕЦЬ // «День»
- 500 святинь з приватної колекції. Спеціально для РІСУ. Тетяна МАРТИНОВА [Архівовано 18 листопада 2011 у Wayback Machine.]
- Нова характеристика старої ікони . Концептуальні відмінності храмових і хатніх образів. Костянтин РОДИК // Україна молода  [Архівовано 16 липня 2014 у Wayback Machine.]
- Відео «Знамениті земляки». Черкаська ОДТРК [Архівовано 21 вересня 2016 у Wayback Machine.]
- Украинская народная икона в отечественной цивилизации. Лесь Герасимчук(рос.)
- Икона глазами художника. Константин Иванов // Еженедельник 2000 № 34 (86) 23.VIII.2001[недоступне посилання з червня 2019](рос.)
- ВВС News про проєкт "Діти твої, Україно [Архівовано 8 березня 2010 у Wayback Machine.](англ.)
- Виставка народної ікони [Архівовано 29 січня 2010 у Wayback Machine.](англ.)
- 500 святинь з приватної колекції [Архівовано 10 листопада 2011 у Wayback Machine.](англ.)